# Diego Gómez de Lamadrid
Diego Gomez de Lamadrid, O.S.T. (ur. 1529 r. w Potes; zm. 15 sierpnia 1601 r. w Badajoz) – hiszpański duchowny katolicki, arcybiskup metropolita limski i prymas Peru w latach 1577–1578, biskup Badajoz od 1578 r.

## Życiorys
Diego Gomez de Lamadrid urodził się w 1529 r. w Potes w Kantabrii w Hiszpanii. Studiował prawo kanoniczne na Uniwersytecie w Salamance. Po ich ukończeniu pracował w administracji kościelnej, najpierw jako wikariusz, a następnie wikariusz generalny w Granadzie (1546–1576). Był również inkwizytorem w Cuenca (1566–1578). Zrezygnował z oferowanego mu biskupstwa w Charcas (obecnie w Boliwii) w Ameryce Południowej, ale za namowami króla Hiszpanii Filipa II, który znał jego wartość, został wybrany na wakujący urząd arcybiskupa metropolity limskiego w Wicekrólestwie Peru w 1577 r. Nie uzyskał on jednak prowizji papieskiej na to stanowisko, dlatego rok później zrezygnował z funkcji, otrzymując w zamian diecezję Badajoz z tytułem arcybiskupa "ad personam". 
W diecezji Badajoz poświęcił się realizacji dekretów Soboru Trydenckiego. Zwołał w tym celu, w maju 1583 r., synod diecezjalny, na którym ustalono przepisy prawne dotyczące dyscypliny duchowieństwa, Kultu Bożego i moralności duchownych. Wielokrotnie wizytował parafie swojej diecezji, wspierając ubogich. i dał wiele z ich dziedzictwa bytowych ubogich. Zmarł w 1601 r.